# Я вас кохаю
«Я вас кохаю» («Je vous aime») — французький кінофільм 1980 року, знятий режисером Клодом Беррі, з Катрін Денев і Жераром Депардьє у головних ролях.

## Сюжет
Фільм є літописом любовного життя головної героїні Аліси, красивої жінки середніх років. У різдвяний вечір вона збирає колись коханих нею чоловіків (Сімон, Патрік, Жульєн), щоб розібратися у своїх почуттях та спогадах. Розлучаючись з одним своїм чоловіком, вона відразу потрапляла в обійми іншого, один бурхливий роман слідував за іншим, і героїні ніколи не вдавалося зупинитись і подумати. І ось, коли черговий роман із романтичним батьком-одинаком Клодом підходить до логічного завершення, вона вирішує на якийсь час залишитися наодинці з собою і розібратися у своїх почуттях.

## У ролях
- Катрін Денев — Аліса
- Жерар Депардьє — Патрік
- Серж Генсбур — Сімон
- Жан-Луї Трентіньян — Жульєн
- Ален Сушон — Клод
- Крістіан Маркан — Віктор
- Ігор Шлюмбергер — Джером
- Томас Лангман — Томас, син Клода
- Ізабель Лакан — Дороті
- Гаетан Блум — фокусник
- Домінік Беснехард — Домінік
- Марсель Романо — Макс
- Ванесса Гайомард — Софія

## Знімальна група
- Режисер — Клод Беррі
- Сценаристи — Клод Беррі, Мішель Грізолія
- Оператор — Етьєн Бекер
- Композитор — Серж Генсбур
- Продюсер — П'єр Грюнштейн